# Jean-Baptiste Delaveyne
Dom Jean-Baptiste de Lavenne, né Jean-Baptiste de Lavenne le 11 septembre 1653 à Saint-Saulge (Nivernais) et mort le 5 juin 1719 à Nevers, est un religieux bénédictin et prêtre français. Il est le fondateur en 1680 de la congrégation des Sœurs de la Charité de Nevers.

## Biographie
Fils d'un chirurgien, il commence ses études à Nevers, puis les continue à Autun chez les jésuites. Il entre ensuite au noviciat chez les bénédictins de cette ville. Il est sacristain du prieuré.
Il part poursuivre ses études à Paris en 1669, et fait sa profession en 1670. Il est ébloui par le faste des monuments, par le train de vie, par les splendeurs artistiques qu'il découvre dans la capitale. Il est ordonné prêtre en 1676. Il revient la même année à Saint-Saulge, son village natal. Il cherche à reproduire son mode de vie parisien, fréquentant les salons et les grands personnages du Morvan.
En 1678, le curé d'une paroisse proche lui fait remarquer que « saint Benoît n'était pas si bien à Subiaco ». Cette petite phrase le ramène aux fondements de son engagement sacerdotal, aux raisons de son engagement au service de Dieu. Il part quelque temps en retraite à l'abbaye d'Autun. Il rentre transformé à Saint-Saulge.
Il s'intéresse dès lors au sort misérable de ses paroissiens, démunis de tout. Il va œuvrer au soulagement de leurs maux, tenter de faire respecter leurs droits, en particulier ceux des femmes et des enfants. Il redécouvre les enseignements du Christ, et invite les jeunes filles de Saint-Saulge et des paroisses voisines à se joindre à se joindre à son action, selon des préceptes clairs : « N'ayez point d'autres affaires que celles de la charité. N'ayez point d'autres intérêts que ceux des malheureux ».
Bon nombre rallient sa cause, et c'est ainsi le père Delaveyne fonde en 1680 la congrégation des Sœurs de la Charité de Nevers (nom que la communauté prendra quelques années plus tard, lors de son installation à Nevers) pour « servir et médicamenter les pauvres, enseigner et catéchiser les petites filles, orner les églises ».
Le Père Delaveyne s'éteint en 1719 à Nevers, âgé de 65 ans.
La plus célèbre sœur de la Charité de Nevers est sainte Bernadette Soubirous, canonisée en 1933.
Un procès de canonisation a été ouvert dans le diocèse de Nevers en faveur du P. Jean-Baptiste de Laveyne en 1935, au lendemain de la canonisation de Bernadette Soubirous. Ses vertus ont été déclarées héroïques en 1991. La reconnaissance d'un miracle permettrait sa béatification.

### Iconographie
- Anonyme, Portrait de Jean-Baptiste de Laveyne, HsT, fin XVIIe siècle, début XVIIIe. Le père Delaveyne est représenté un livre de prières à la main. Un encadrement et un panneautage sont peints en trompe-l'œil. Le descriptif figure en partie basse. Dim. : h. 64,5 cm, l. 81,5 cm.
- Une huile sur toile représentant le père Delaveyne est accrochée dans l'église de Saint-Saulge. Patrimoine des communes de la Nièvre, éd. Flohic, réf. 1180. Cité par Antiquités Garnier.